# Kabaret Smile
Kabaret Smile – polski kabaret powstały w Lublinie we wrześniu 2003 roku. Reprezentuje różne rodzaje humoru, od dowcipu obyczajowego po parodię różnorakich stylów muzycznych. Często podkreślają w wywiadach, że ważny jest u nich żart sytuacyjny. 

## Skład
- Michał Kincel, pseud. „Kinio” (ur. 15 września 1982)
- Andrzej Mierzejewski, pseud. „Duffy” (ur. 8 marca 1984)
- Paweł Szwajgier, pseud. „Szfagier” (ur. 12 listopada 1984)
- Jakub Bożyk – akustyk
- Krzysztof Wiśniewski – menadżer grupy

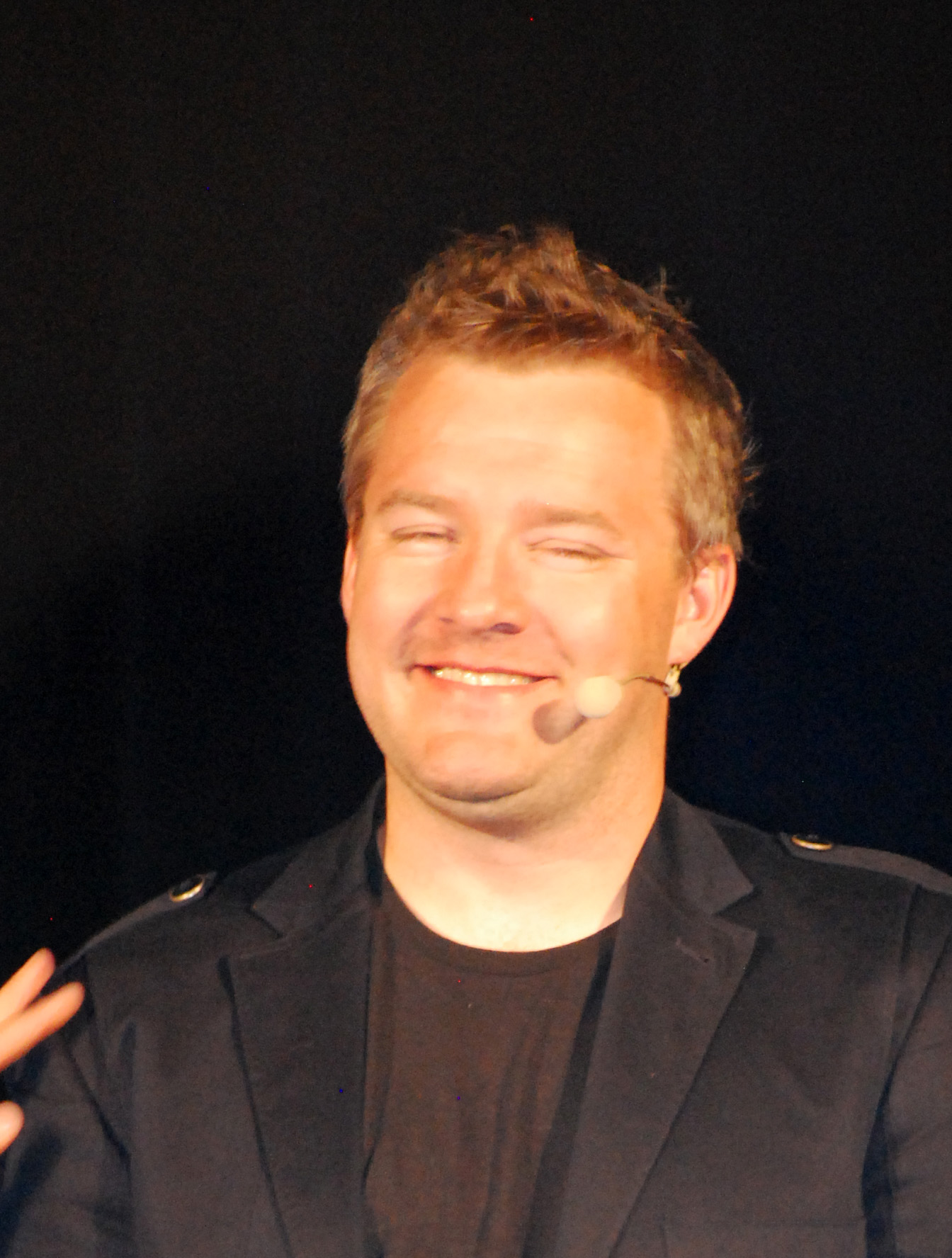
Michał Kincel
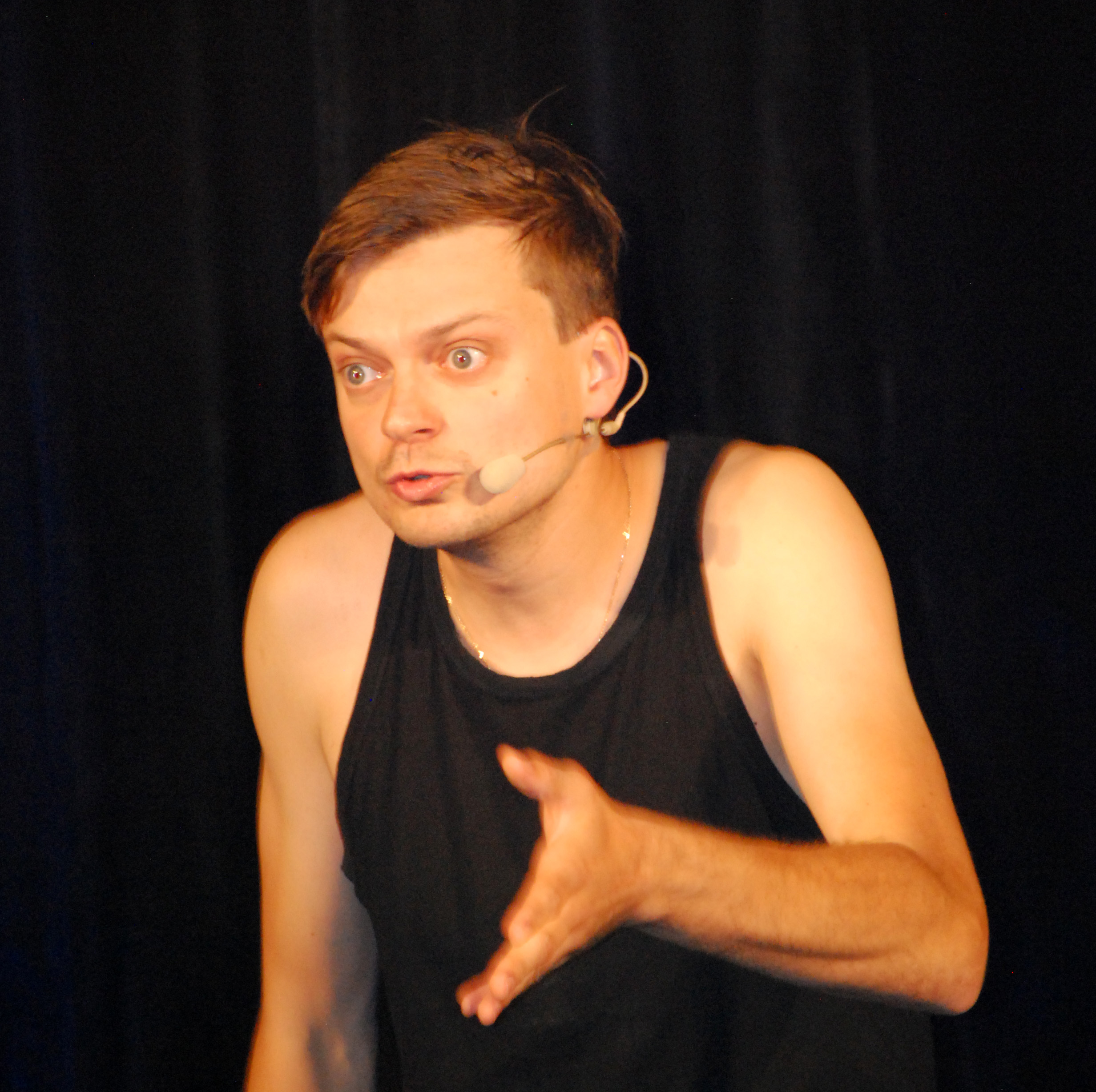
Andrzej Mierzejewski
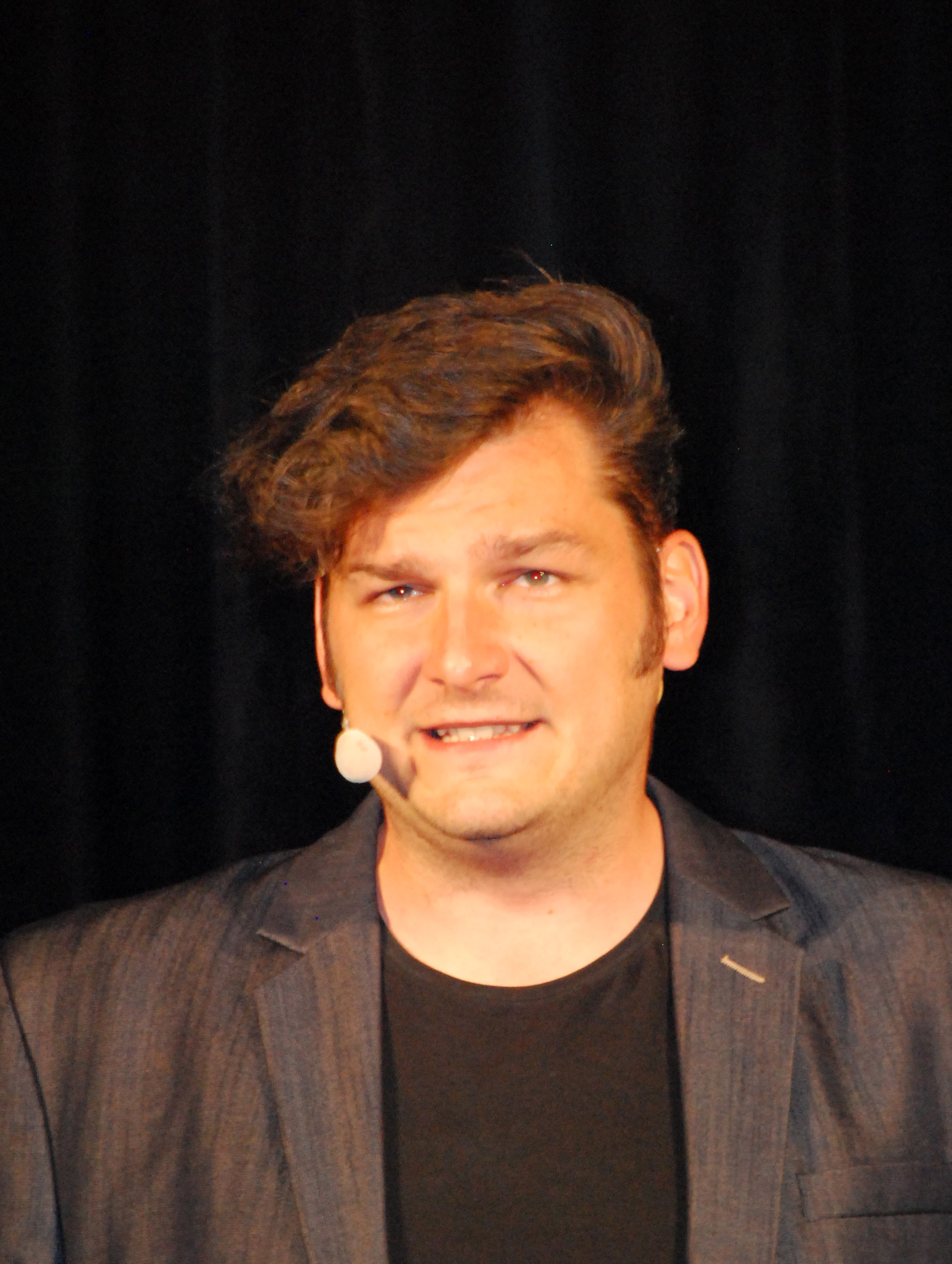
Paweł Szwajgier

## Najważniejsze osiągnięcia
- 2005 – III miejsce na XXVI Lidzbarskich Wieczorach Humoru i Satyry
- 2006 – III miejsce na XXII Przeglądzie Kabaretowym PaKA w Krakowie
- 2006 – I miejsce i nagroda publiczności na Przeglądzie Kabaretowym K.O.K.S.
- 2006 – Grand Prix i nagroda publiczności na Przeglądzie Kabaretów Studenckich P.K.S. w Warszawie
- 2007 – nagroda za najlepszy skecz „Praca” według internautów na XXIII Przeglądzie Kabaretowym PaKA w Krakowie
- 2007 – pierwsze miejsce i nagroda publiczności na Zielonym Przeglądzie Kabaretów w Warszawie
- 2008 – Grand Prix i nagroda publiczności na Festiwalu „Wawka” w Warszawie
- 2008 – nagroda publiczności na XXIV Przeglądzie Kabaretowym PaKA w Krakowie
- 2010 – pierwsze miejsce i tytuł „Debeściaka” w IX Dąbrowskiej Ściemie Kabaretowej
- 2011 – pierwsze miejsce i nagroda publiczności na XVI Rybnickiej Jesieni Kabaretowej „Ryjek”
- 2015 – trzecie miejsce i nagroda publiczności na XX Rybnickiej Jesieni Kabaretowej „Ryjek”